# 유럽 고속도로 50호선
유럽 고속도로 50호선(영어: European route E50)는 국제 연합의 국제 E-로드 네트워크의 노선으로 동서 방면 주요 도로이다. 프랑스의 브레스트를 출발점으로 독일과 체코, 슬로바키아, 우크라이나를 거쳐 러시아의 마하치칼라를 종착점으로 한다.

## 주요 경유지
- 프랑스
  - D112: 브레스트 - 구에누
  - N12: 구에누 - 생브리외 - 트라맹 - 렌
  - N136: 렌
  - N157: 렌 - 라그라벨
  - A81: 라그라벨 - 라발 - 르망
  - A11: 르망 - 아블리
  - A10: 아블리 - 마시
  - A6b: 마시 - 파리
  - 순환대로: 파리
  - A4: 파리 - 랭스 - 샬롱앙샹파뉴 - 메스 - 프레맹메를바크
  - A320: 프레맹메를바크 - 포르바크
- 독일
  - B6: 자르브뤼켄 - 만하임 - 하일브론 - 포이흐트방겐 - 뉘른베르크 - 바이트하우스
- 체코
  - D5: 로즈바도프 - 플젠 - 프라하
  - D0: 프라하
  - D1: 프라하 - 훔폴레츠 - 이흘라바 - 브르노
  - I/50: 브르노 - 스타리흐로젠코프
- 슬로바키아
  - 9: 드리에토마 - 트렌친
  - D1: 트렌친 - 질리나
  - D3: 질리나
  - 18: 질리나 - 마르틴
  - D1: 마르틴
  - 18: 마르틴 - 루좀베로크
  - D1: 루좀베로크 - 프레쇼우
  - 18: 프레쇼우
  - 20: 프레쇼우
  - D1: 프레쇼우 - 비도우체
  - 19: 비도우체 - 비슈네네메츠케
- 우크라이나
  - M08: 우지호로드 검문소 - 우지호로드
  - M06: 우지호로드 - 무카체베 - 스트리
  - M12: 스트리 - 테르노필 - 흐멜니츠키 - 빈니차 - 우만 - 크로피우니츠키
  - M04: 크로피우니츠키 - 올렉산드리야 - 드니프로 - 도네츠크 - 데발체베
  - M03: 데발체베 - 도우잔스키
- 러시아
  - A270: 샤흐티 - 로스토프나도누 - 파블롭스카야
  - R219: 파블롭스카야 - 아르마비르 - 미네랄니예보디 - 베슬란 - 마하치칼라